# Martin Michalko
Martin Michalko (26. června 1968, Bardejov) je slovenský generál. Je velitel Spoločného operačného veliteľstva Ozbrojených síl Slovenskej republiky.

## Život
Maturoval v roce 1986 a začal studovat  Vysokou školu Pozemního vojska ve Vyškově na Moravě. Studium ukončil v roce 1990 a jako voják z povolání získal titul poručík. Následně začal sloužit v Trebišově a v roce 1996 byl převelen do Michaloviec. V roce 1999 ukončil kurz ÚK-II na Akademii ozbrojených sil. 
V letech 2006–2010 působil jako náčelník štábu v 2. mechanizované brigádě
V letech 2010–2011 byl náčelníkem odboru Pozemních sil.
V letech 2015–2016 absolvoval studium na US Army War College v Carlisie.
Od 9. července 2020 byl velitel Pozemních sil, kdy nahradil genmjr. Jindřicha Jocha. Předtím působil jako zástupce velitele Pozemních sil.
V roce 2020 se stal velitelem nově vzniklé složky SOV OS SR. Stal se také zástupcem velitele SOV OS SR a po odchodu genmjr. Ondřeje Novosada byl vyjmenován za velitele.
V roce 2018 byl jmenován brigádním generálem a v roce 2023 generálmajorem.

### Mezinárodní mise
V roce 2006 působil jako velitel ženijní roty v operaci Irácká svoboda v Iráku.